# هویک دمیرجیان
هویک دمیرجیان (انگلیسی: Hovig Demirjian؛ زاده ۳ ژانویه ۱۹۸۹) خواننده ارمنی‌تبار قبرسی است که در مسابقه آواز یوروویژن ۲۰۱۷ نماینده قبرس بود .